# Wilka

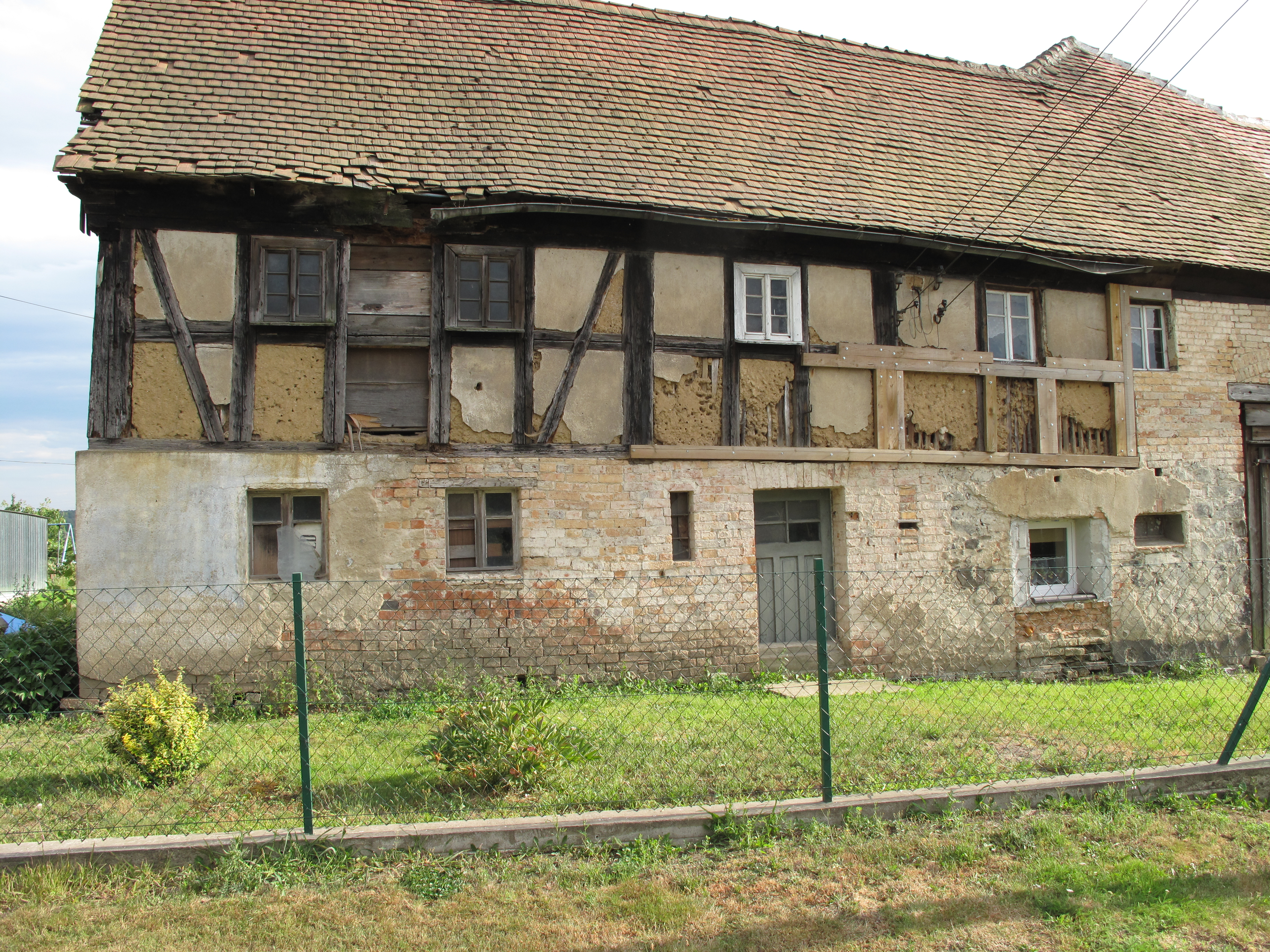
Dom

Wilka (niem. Wilke, górnołuż. Wjelkow) – wieś w Polsce, położona w województwie dolnośląskim, w powiecie zgorzeleckim, w gminie Sulików.

## Położenie
Wilka to mała wieś leżąca na Pogórzu Izerskim, w Obniżeniu Zawidowa, na prawym brzegu Witki i na północno-wschodnim brzegu zbiornika Niedów, na wysokości około 215–220 m n.p.m.

## Podział administracyjny
| SIMC    | Nazwa      | Rodzaj  |
| ------- | ---------- | ------- |
| 0192637 | Ksawerów   | kolonia |
| 0192643 | Wilka-Bory | kolonia |

W latach 1975–1998 miejscowość administracyjnie należała do województwa jeleniogórskiego.

## Zabytki
Do wojewódzkiego rejestru zabytków wpisany jest:
- zespół pałacowy w Wilka-Ksawerów, z 1820 r.
  - Pałac w Ksawerowie
  - park

## Ludność
W Narodowym Spisie Powszechnym Ludności i Mieszkań odnotowano, że w 2011 roku liczba ludności we wsi Wilka to 182 osób (w tym 44% kobiet). W roku 2002 we wsi znajdowało się 48 gospodarstw domowych.